# Janet Franklin
Janet Franklin, née le 8 juillet 1959 à Francfort-sur-le-Main, est une biogéographe, écologue et botaniste américaine. Son travail est centré sur l'utilisation de la télédétection pour modéliser et comprendre les paysages végétalisés. Elle est professeure émérite de biogéographie au département de botanique et de sciences végétales de l'université de Californie à Riverside.

## Biographie
Franklin naît le 8 juillet 1959 à Francfort mais grandit aux États-Unis, près de San Francisco. Elle obtient un baccalauréat en biologie environnementale à l'université de Californie à Santa Barbara en 1979, puis une maîtrise en géographie en 1983 et un doctorat en 1988,. Sa thèse porte sur la télédétection des structures de la végétation ligneuse au Mali.

### Carrière académique
Janet Franklin fait remonter sa passion pour les sciences à son adolescence : elle écoute une conférence de Linus Pauling qui lui « donne envie d'être une scientifique et de résoudre des énigmes ». En 1988, Franklin commence à enseigner et faire des recherches à l'université d'État de San Diego et y travaille jusqu'en 2009. À cette date, elle est nommée professeure de géographie à l'université d'État de l'Arizona. Elle rejoint en 2017 l'université de Californie à Riverside.
De 2014 à 2016, elle est présidente de la section américaine de l'Association internationale d'écologie du paysage. Elle est également un temps la rédactrice en chef de Diversity & Distributions (en), revue reconnue sur la biogéographie de la conservation.

## Travaux
Franklin fait ses débuts en télédétection en tant que doctorante lorsqu'elle est recrutée par un professeur grâce à sa capacité à distinguer différentes espèces de pins à partir de photographies aériennes.
Les travaux de Franklin se concentrent sur l'utilisation des techniques de télédétection pour modéliser et comprendre les paysages végétalisés.

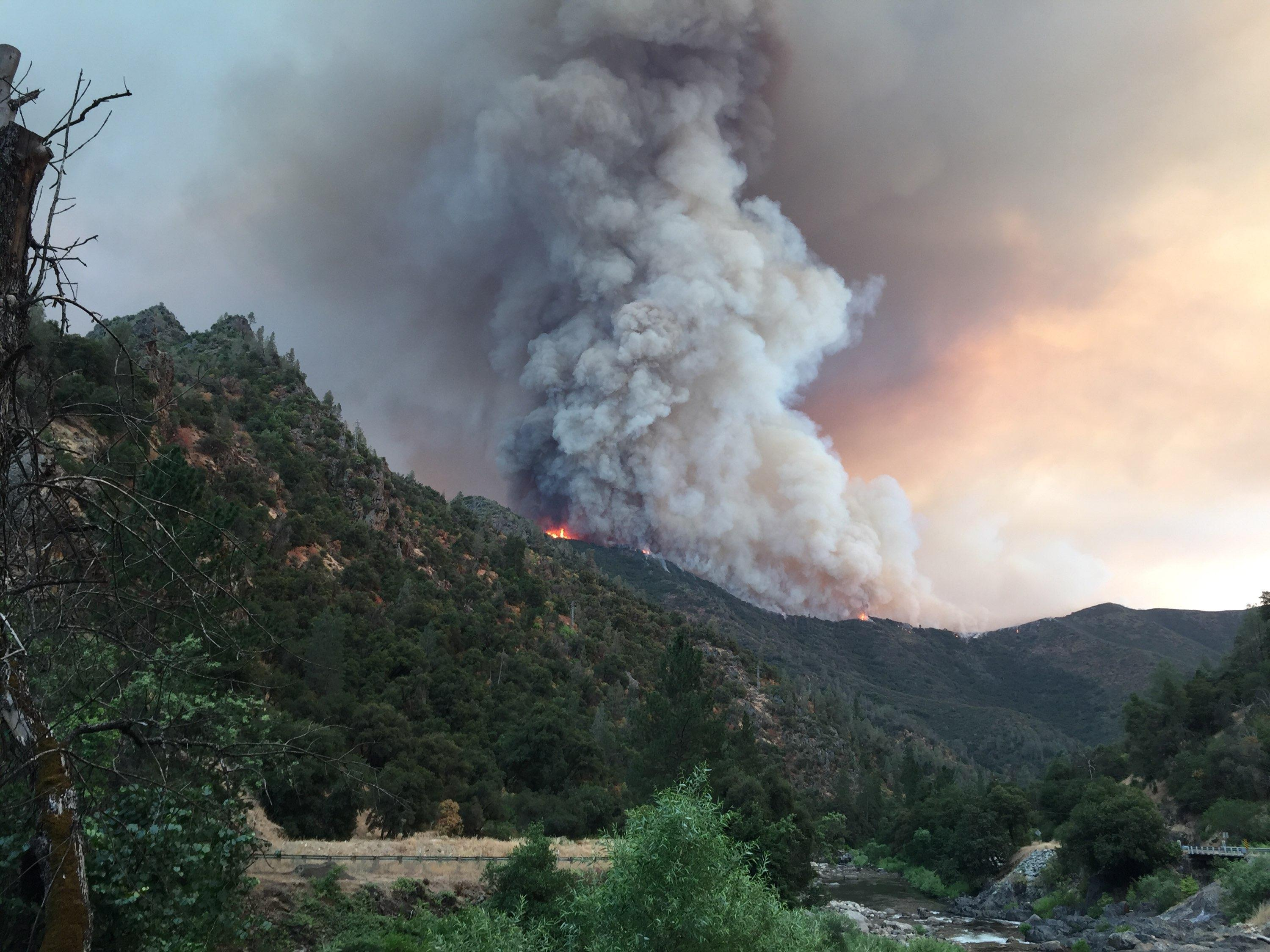
Exemple d'incendie lié au changement climatique: le Ferguson Fire à proximité du parc national de Yosemite le 14 juillet 2018.

Janet Franklin étudie la répartition des espèces, principalement des arbres, dans les paysages. C'est à cette échelle du paysage que portent ses travaux, sur des terrains aussi bien aux États-Unis qu'en Afrique, dans les îles du Pacifique et dans les Caraïbes. Elle apporte d'importantes contributions à l'étude des changements de paysage causés par l'homme et à la cartographie prédictive de la végétation,. Par exemple, certaines espèces qui aiment les milieux frais remontent en altitude et latitude en raison du changement climatique : elle nuance ces constats, notamment sur les micro-habitats moins touchés. Son article de 1995, Predictive vegetation mapping: geographic modelling of biospatial patterns in relation to environmental gradients (Cartographie prédictive de la végétation : modélisation géographique des modèles biospatiaux en relation avec les gradients environnementaux), est considéré comme un travail fondamental de l'écologie du paysage moderne basée sur la télédétection. Avec cet outil, elle enrichit les modèles sur la manière dont les espèces pourraient migrer en raison du changement climatique. Elle décrit des modèles spatiaux de végétation, notamment ceux sur la répartition des espèces dont elle est spécialiste, et les processus qui les composent. Elle y parvient grâce à des simulations et des expériences sur le terrain. En croisant la présence d'espèces et des variables environnementales, elle prévoit l'adéquation spatiale d'un habitat pour une espèce. Ses recherches s'appliquent dans l'étude du changement climatique à la fois présent et historique,,. Elle montre l'impact des modifications du paysage par l'être humain sur les écosystèmes, comme le rôle de l'humain préhistorique dans le façonnement des communautés écologiques dans les îles du Pacifique et des Caraïbes,,. Ses travaux permettent de mieux comprendre les interrelations entre les activités humaines qui modifient le paysage (agriculture, urbanisation) et celles naturelles (incendies, inondations) ainsi que leur impact sur les communautés végétales,. Elle apporte une meilleure compréhension des facteurs de changement sur la biodiversité et les effets de leur combinaison sur le déclin des espèces,,.

## Distinctions
Janet Franklin est membre de l'Académie nationale des sciences américaine, de l'Association américaine pour l'avancement des sciences et de l'Académie américaine des arts et des sciences,.

## Publications
Franklin est l'autrice d'un livre et de plus de 120 articles universitaires évalués par des pairs.

### Livre
- (en) Janet Franklin, Mapping species distributions : spatial inference and prediction, Cambridge University Press, 2009 (ISBN 978-0-511-76838-5, 0-511-76838-9 et 978-0-511-76391-5, OCLC 650276743, lire en ligne)

### Articles scientifiques
- (en) Janet Franklin, « Predictive vegetation mapping: geographic modelling of biospatial patterns in relation to environmental gradients », Progress in Physical Geography: Earth and Environment, vol. 19, no 4,‎ 1er décembre 1995, p. 474–499 (ISSN 0309-1333, DOI 10.1177/030913339501900403, lire en ligne, consulté le 8 décembre 2021)
- (en) P. Scull, J. Franklin, O. A. Chadwick et D. McArthur, « Predictive soil mapping: a review », Progress in Physical Geography: Earth and Environment, vol. 27, no 2,‎ 1er juin 2003, p. 171–197 (ISSN 0309-1333, DOI 10.1191/0309133303pp366ra, lire en ligne, consulté le 8 décembre 2021)
- (en) John Rogan, Janet Franklin et Dar A Roberts, « A comparison of methods for monitoring multitemporal vegetation change using Thematic Mapper imagery », Remote Sensing of Environment, vol. 80, no 1,‎ 1er avril 2002, p. 143–156 (ISSN 0034-4257, DOI 10.1016/S0034-4257(01)00296-6, lire en ligne, consulté le 8 décembre 2021)
- (en) Arthur Getis et Janet Franklin, « Second-Order Neighborhood Analysis of Mapped Point Patterns », dans Perspectives on Spatial Data Analysis, Springer, coll. « Advances in Spatial Science », 2010 (ISBN 978-3-642-01976-0, DOI 10.1007/978-3-642-01976-0_7, lire en ligne), p. 93–100
- (en) Janet Franklin, « Moving beyond static species distribution models in support of conservation biogeography », Diversity and Distributions, vol. 16, no 3,‎ 2010, p. 321–330 (ISSN 1472-4642, DOI 10.1111/j.1472-4642.2010.00641.x, lire en ligne, consulté le 8 décembre 2021)